# Симеонов, Симеон
Симеон Иванов Симеонов (болг. Симеон Иванов Симеонов; 26 марта 1946, София, Болгария — 2 ноября 2000, София, Болгария) — болгарский футболист, голкипер. Заслуженный мастер спорта Болгарии (1969).

## Биография
Известен по выступлениям за софийскую «Славию». Карьеру завершил в ЦСКА.
В составе сборной Болгарии принял участие в трёх чемпионатах мира — в 1966, 1970 и 1974 годах.